# جوني إيفانز (لاعب كرة قدم أمريكية)
جوني إيفانز (بالإنجليزية: Johnny Evans)‏ هو لاعب كرة قدم أمريكية أمريكي، ولد في 18 فبراير 1956 في هاي بوينت في الولايات المتحدة.